# Granloholm

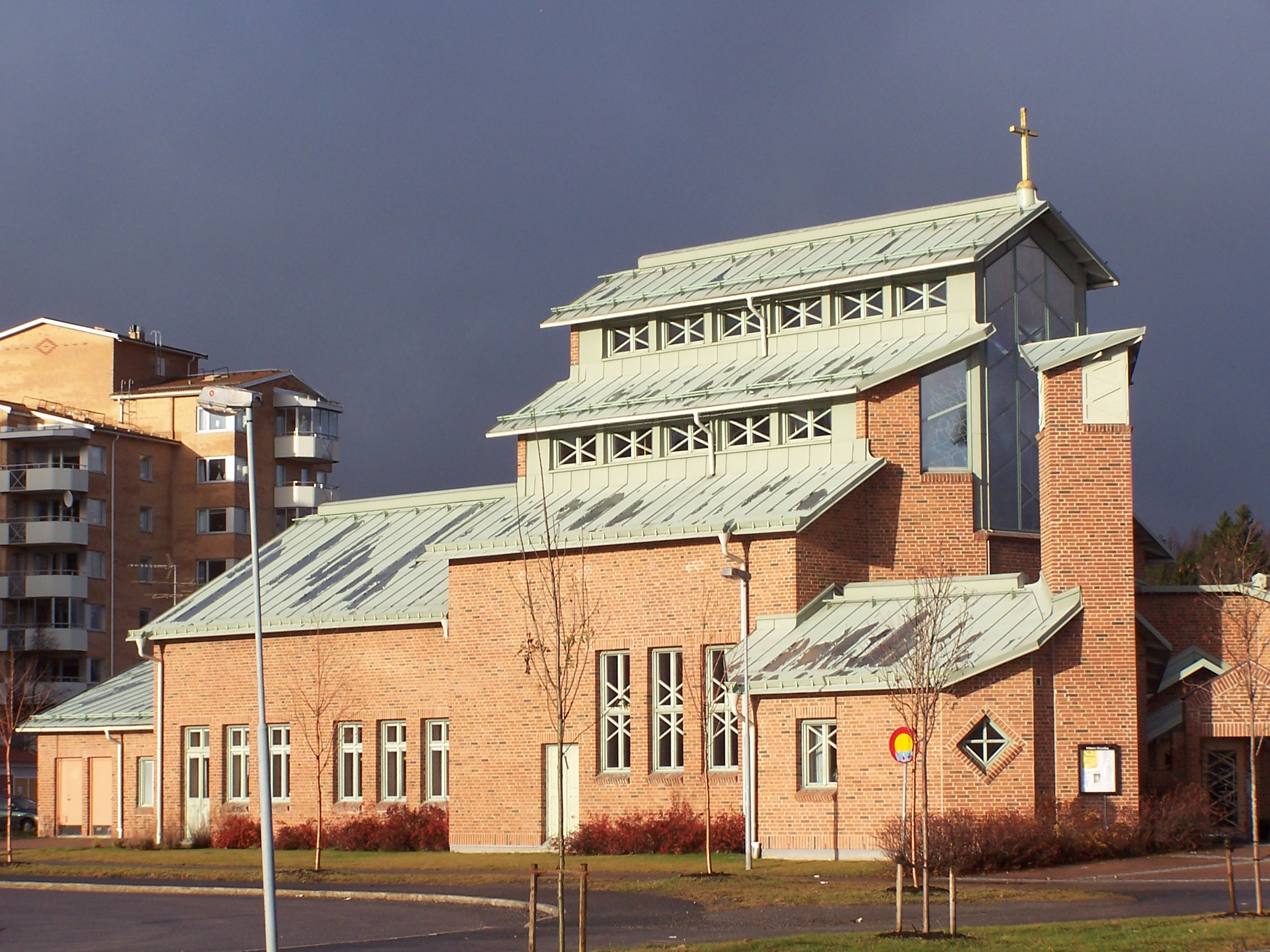
Granloholms kyrka i Granloholms centrum

Granloholm är ett stadsdelområde inom Sundsvalls tätort med cirka 5 300 invånare. Granloholm ligger 3 km nordväst om centrala Sundsvall. Granloholm tillhör Sundsvalls kommun och ligger i huvudsak i Selångers distrikt. Området gränsar i söder till stadsdelsområdet Granlo, i väster till Selånger, i norr och öster till Haga (stadsdelsområde).
Namnet Granloholm är känt sedan slutet av 1600-talet. Det var då namnet på en större gård, troligen i närheten av Sticksjön. Jordbruksmarken där tillhörde Granlo by i Selångers socken, senare Selångers landskommun. 1965 införlivades Selångers landskommun med Sundsvall. Därefter började man under 1970-talet att bygga en helt ny stadsdel som fick namnet Granloholm efter 1600-talsgården. 
Gatorna har namn efter svenska städer, som till exempel Haparandavägen och Karlstadsvägen. Området har såväl bostadsrätter i form av lägenheter och radhus som villor. Det finns även hyresrätter. Området består av västra och östra Granloholm, som ligger väster respektive öster om Granloholmsrondellen och Granloholms centrum. I området finns två låg- och mellanstadieskolor, Sticksjö skola och Granloholms skola, fritidsgård och ett flertal förskolor. I Granloholms centrum finns en pizzeria,  butiker, bibliotek, kyrka och hårfrisör. I Granloholm finns också  volleybollplan, frisbeegolfbana, motionsspår, fotbollsplaner och cykel- och gångvägar. Runt Sticksjön finns strövområden.
Tre offentliga konstverk finns i stadsdelsområdet. Granloholm centrum, "När skönheten kom till byn", skulptur i brons och sten, Sven Lundqvist (1985). Nynäshamnsvägen, "Skvadern", skulptur i brons, Unni Brekke (1994). Landskronavägen, "Lekskulptur", akrylmålad betong, Karin Hansson (1989).
Närmaste flygplats är Sundsvall-Timrå Airport, som ligger norr om Granloholm. Det är cirka 23 minuters restid dit med bil. Järnvägsstation nås på cirka 9 minuter med bil. Till Mittuniversitetet tar det cirka 8 minuter med buss och till bussnavet eller Länssjukhuset tar det cirka 10 minuter med buss.
I kommunalvalet 2006 fick S 45,99%, M 16,79% och Vänsterpartiet 9% av rösterna. I kommunalvalet 2014 (Granloholm Mellersta, Ö, V) fick S 50,7% av rösterna, M 13,3%, Vänsterpartiet 7,8%, SD 6,7% och Folkpartiet (Liberalerna) 6,6%.